# جيسي دوموند
جيسي دوموند (بالألمانية: Jesse DuMond) (و. 1892 – 1976 م) هو فيزيائي، وأستاذ جامعي من الولايات المتحدة الأمريكية . ولد في باريس .
توفي عن عمر يناهز 84 عاماً.